# Zinaïda Guíppius
Zinaïda Nikolàievna Guíppius (Merejkóvskaia) (en rus: Зинаи́да Никола́евна Ги́ппиус (Мережко́вская); 20 de novembre de 1869, Beliov – 9 de setembre de 1945, París) va ser una escriptora i poeta russa de l'edat de plata de la literatura russa, figura clau del simbolisme rus.

## Biografia
Filla d'un alt funcionari de justícia, la major de quatre germanes, es va casar el 1889 amb el poeta simbolista Dmitri Merejkovski, amb qui va escriure nombrosos assajos i va fundar l'escola de la Nova Consciència Religiosa. Després de la Revolució de Febrer de 1917, es van exiliar primer a Polònia i finalment a França, on va morir.  
Els seus contemporanis es referien a ella com a «musa del canvi de segle», «encarnació de la idea de Vladímir Soloviov sobre l'androgínia utòpica». Tolstói l'anomenava "la Bruixa".

## Obra literària
Va ser una poeta simbolista mística (creadora de poesies meditatives i metafísiques) i una contista i novel·lista destacada. Va escriure també Diaris de Petersburg.
- Antologia de poesies (1889 - 1903)
- Antologia de poesies (1903 - 1909)
- Poesies. Diari (1911 - 1921)
- La gent nova. Contes (1896)
- Miralls. Contes (1898)
- El llibre tercer de contes (1901)
- L'espasa vermella. Contes (1907)
- Negre sobre blanc. Contes (1908)
- Formigues de lluna. Contes (1912)
- Nen del dimoni. Novel·la (1911)
- Roman Zarévich. Novel·la (1913)
- Anell verd. Drama (1916)

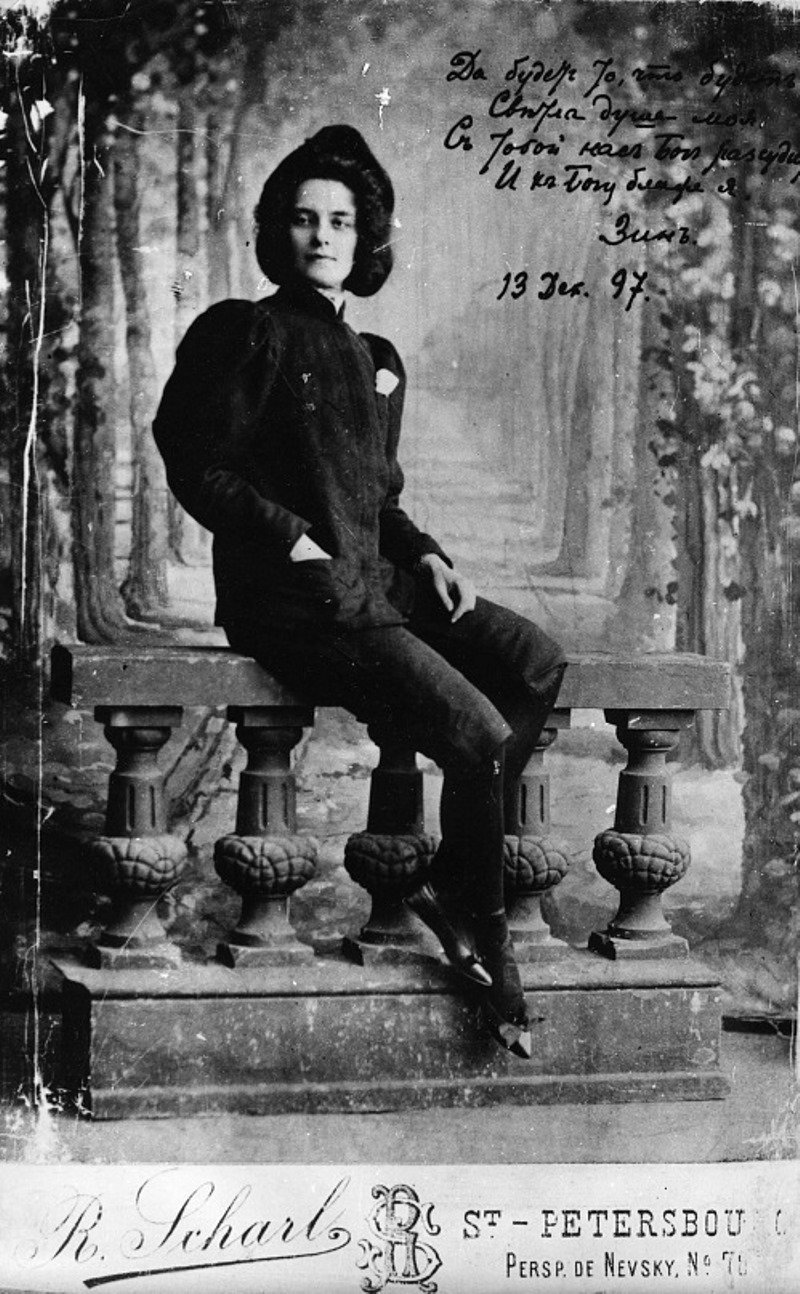
Guíppius al 1897
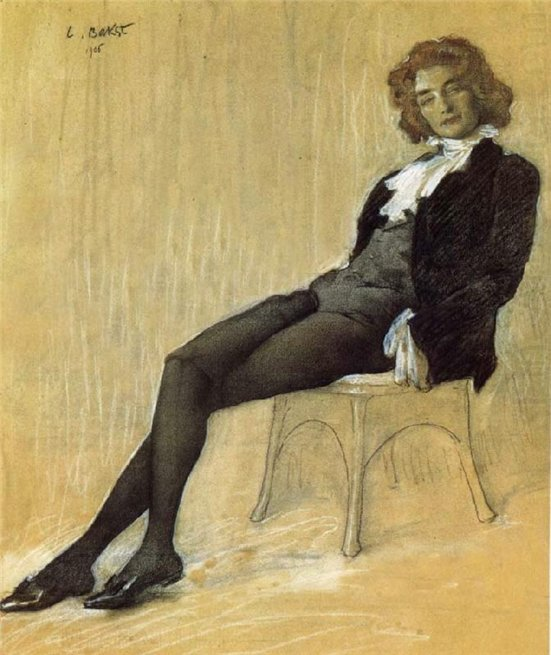
Retrat de Léon Bakst, 1906
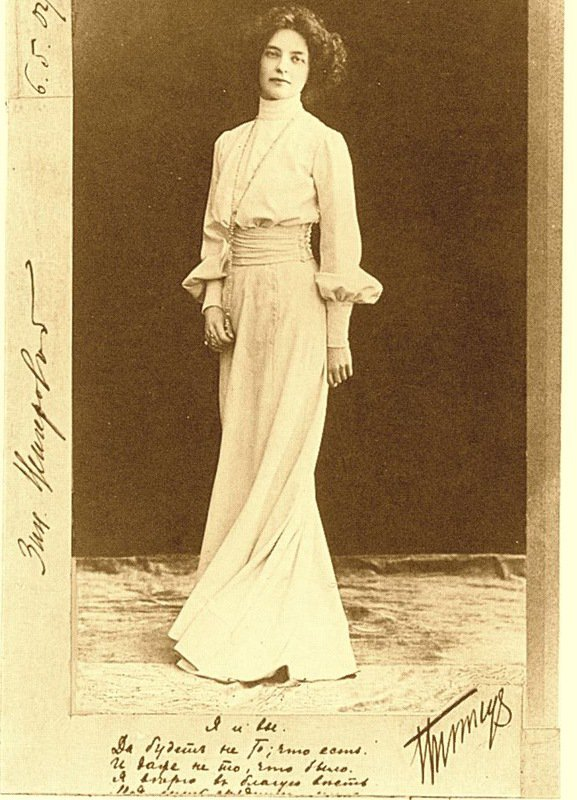
Guíppius entorn de 1910